# 1-Hepten
1-Hepten ist eine chemische Verbindung aus der Gruppe der ungesättigten, aliphatischen Kohlenwasserstoffe (genauer der Alkene).

## Vorkommen
1-Hepten ist ein Produkt bei der Erdöldestillation und kommt als Bestandteil im Benzin vor. In sehr geringen Mengen wird es auch bei Apfel, Aprikose, Kirsche und Pflaume von blühenden Obstbäumen freigesetzt.

## Verwendung
1-Hepten findet als Ausgangsstoff bei organischen Synthesen Verwendung, zum Beispiel als Comonomer bei der Herstellung von Polyethylen, bei der Herstellung von linearen Aldehyden durch Hydroformylierung. Hydroformylierung zu Octanal mit anschließender Reduktion zu 1-Octanol und Dehydrierung zum 1-Octen dient zur industriellen Herstellung von 1-Octen im Maßstab von 100000 t/a.

## Sicherheitshinweise
Die Dämpfe von 1-Hepten bilden mit Luft ein explosionsfähiges Gemisch (Flammpunkt −8 °C, Zündtemperatur 250 °C). Bei Verschlucken und Einatmen besteht Lebensgefahr.